# The Real Thing (låt)
The Real Thing är en låt framförd av musikgruppen Highway.
Låten var Montenegros bidrag till Eurovision Song Contest 2016 i Stockholm. Den framfördes i den första semifinalen i Globen den 10 maj 2016 där den fick 60 poäng och hamnade på plats 13 av 18, vilket innebar att den inte gick vidare till final.

## Komposition och utgivning
Låten är skriven av Srđan Sekulović Skansi, Maro Market och Luka Vojvodić. En officiell musikvideo till låten släpptes den 4 mars 2016.